# Svanevik (fartyg)
Svanevik är ett k-märkt svenskt segelfartyg.
Svanevik byggdes 1914 av Jac. Smits varv i Sappemeer som Anna Marie i Nederländerna för tysk räkning för trafik i Nordsjön och Östersjön. Hon byggdes som 2-mastad galjot med läbord. Hon såldes till Danmark 1937 och vidare till Sverige 1939. Hon döptes om till Svanevik 1947 och gick fraktfart till slutet av 1960-talet.

## Bildgalleri

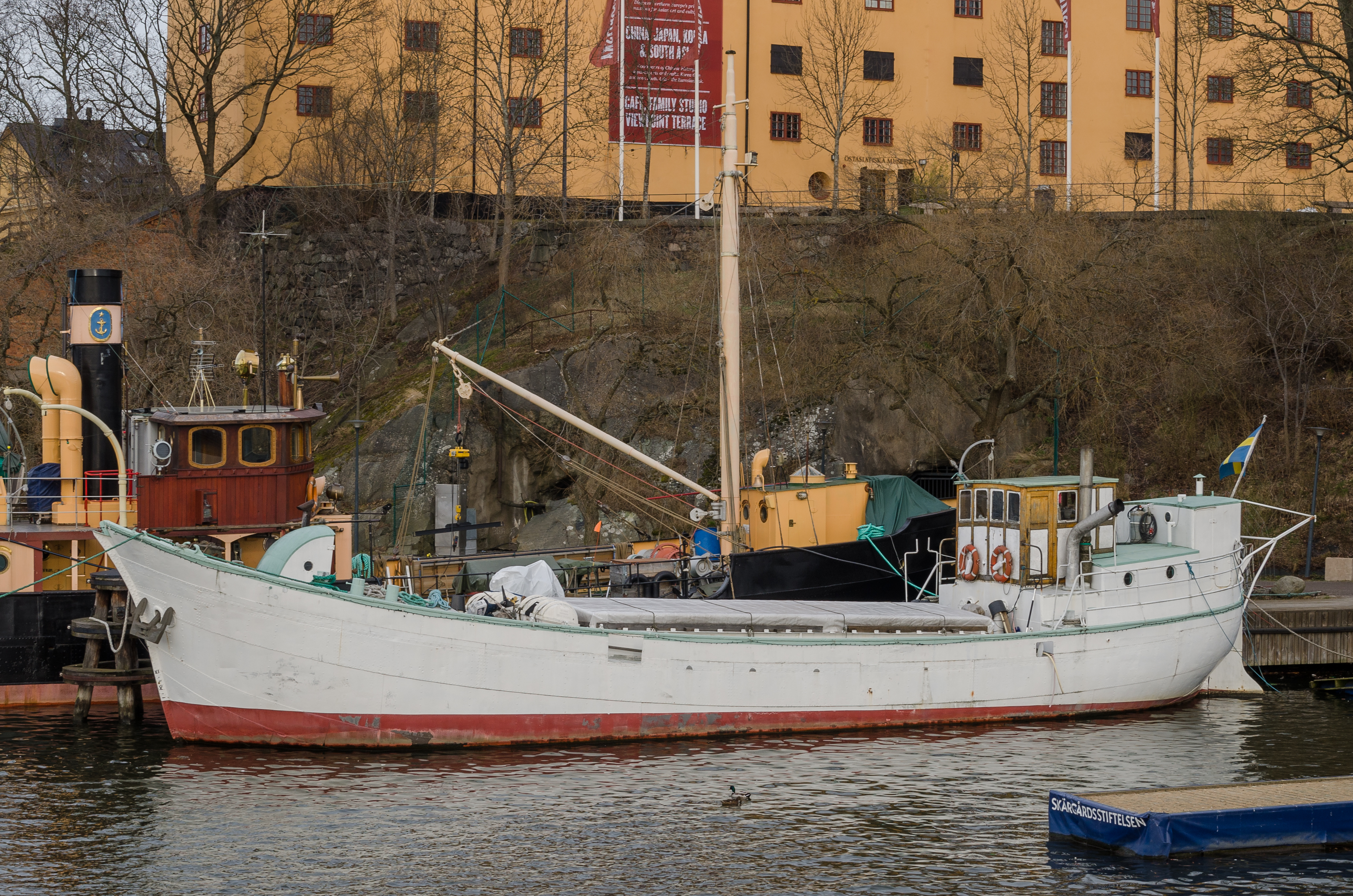
Svanevik i sin hemmahamn, 2014.